# Tomáš Kmeť
Tomáš Kmeť (Poprad, 1º dicembre 1981) è un pallavolista slovacco.
Gioca nel ruolo di centrale nello Sport-Club Charlottenburg Berlin Volleyball.

## Palmarès

### Club
- Campionato slovacco: 1

2000-01
- Campionato austriaco: 2

2006-07, 2007-08
- Campionato tedesco: 4

2011-12, 2012-13, 2013-14, 2015-16
- Coppa d'Austria: 1

2009-10
- Coppa di Germania: 2

2010-11, 2015-16
- Coppa CEV: 1

2015-16

### Nazionale (competizioni minori)
- European League 2007
- European League 2008
- European League 2011

### Premi individuali
- 2008 - European League: Miglior muro
- 2011 - European League: MVP
- 2011 - European League: Miglior muro